# جاك غور
جاك غور هو لاعب كرة قدم إنجليزي يلعب في مركز الدفاع مع نادي أبردين الاسكتلندي.